# Dániel Sváb
Dániel Sváb (* 2. September 1990 in Salgótarján) ist ein ungarischer Fußballspieler. Er spielt als Linksverteidiger in der Abwehr.
Sváb stammt aus der Jugend von Ferencváros Budapest, für die er auch die letzten Jahre in der ersten Liga spielte, und wechselte im August 2013 nach Deutschland in die 2. Fußball-Bundesliga zu Energie Cottbus. Dort lief sein Vertrag im Sommer 2014 aus und er wechselte zurück nach Ungarn. Dort spielte Sváb bis 2016, als er von dem zypriotischen Zweitligisten Karmiotissa Pano Polemidion verpflichtet wurde. Im September 2016 gab Energie Cottbus bekannt, dass man Sváb für die viertklassige Fußball-Regionalliga Nordost verpflichtet hat. Der Vertrag lief am 1. Juli 2017 aus und wurde nicht verlängert.
Dániel Sváb spielte für die ungarische U-19- und U-21-Nationalmannschaft.